# Hoanghoniinae
Hoanghoniinae — підродина адапіформних приматів, що жили в Азії в середньому до пізнього еоцену.